# 硬资产
硬资产，是指切实存在的、具有一定耐久性的、不易消灭的、受自然周期或经济周期影响较少的资产种类。硬资产这个概念是与软资产(Soft Assets)和纸面资产(Paper Assets)相对的，软资产一般耐久性比较弱，而纸面资产一般指证券或现金，是虚拟资产，并不切实存在。
目前，投资界一般认为以下资产属于硬资产：贵金属；基本金属(包括黑色金属和有色金属)；能源(主要是指化石能源)；房地产；森林产品(主要是指木材)。